# مهدي أباد (إقليد)
مهدي أباد (بالفارسية: مهدی‌آباد) هي قرية تقع في البلدة المركزية في إيران. يقدر عدد سكانها بـ 105 نسمة .